# 스타 서울 스타
《스타 서울 스타》는 SBS 서울방송에서 방영한 프로그램의 전작 《SBS 인기가요》와 《쇼! 서울 서울》 합쳐서 프로그램이 선보였으며, 1993년 10월 24일 첫 방송되었지만 별다른 반응을 얻지 못함과 동시에 시청률 부진으로 1994년 4월 17일 방영분을 끝으로 종영되고 《생방송 TV 가요 20》로 프로그램이 바뀌게 되며 1994년 2월 27일 방송분에서는 '결정 인기가요' 1위 후보에 한 가수의 노래 2곡이 올라 경합을 벌이는 일이 발생하기도 했다. 주요 코너는 스타강좌, 스타 스토리, 스타 명작극장 등이 있다.

## 역대 MC
- 임백천 : 1993년 10월 24일 ~ 1994년 1월 2일
- 홍학표 : 1994년 1월 9일 ~ 1994년 4월 17일

## 역대 1위 수상자

#### 1993년
10월
- 10월 24일 - 김수희 애모
- 10월 31일 - 김민종 하늘 아래서

11월
- 11월 7일 - 김수희 애모 (통산 2주)
- 11월 14일 - SBS 창사특집 방송 관계로 결방
- 11월 21일 - 김종서 겨울비
- 11월 28일 - 김종서 겨울비 (2주 연속)

12월
- 12월 5일 - 김종서 겨울비 (3주 연속)
- 12월 12일 - 015B 신 인류의 사랑
- 12월 19일 - 015B 신 인류의 사랑 (2주 연속)
- 12월 26일 - 015B 신 인류의 사랑 (3주 연속)

#### 1994년
1월
- 1월 2일 - 신년특집
- 1월 9일 - 015B 신 인류의 사랑 (4주 연속)
- 1월 16일 - 김원준 언제나
- 1월 23일 - 015B 신 인류의 사랑 (통산 5주)
- 1월 30일 - 김원준 언제나 (통산 2주)

2월
- 2월 6일 - Mr.2 하얀 겨울
- 2월 13일 - 김건모 핑계
- 2월 20일 - 김건모 핑계 (2주 연속)
- 2월 27일 - 김건모 핑계 (3주 연속)

3월
- 3월 6일 - 김건모 핑계 (4주 연속)
- 3월 13일 - 김건모 핑계 (5주 연속)
- 3월 20일 - 김건모 핑계 (6주 연속)
- 3월 27일 - 김건모 핑계 (7주 연속)

4월
- 4월 3일 - 김건모 핑계 (8주 연속)
- 4월 10일 - 김건모 핑계 (9주 연속)
- 4월 17일 - 총결산 특집 (스타 서울 스타 마지막 방송)

## 타이틀 변천사
| 년도   | 타이틀             | 타이틀             | 비고 |
| ------ | ------------------ | ------------------ | ---- |
| 1991년 | SBS 인기가요 (1기) | 쇼! 서울 서울      |      |
| 1993년 | 스타 서울 스타     | 스타 서울 스타     |      |
| 1994년 | 생방송 TV 가요 20  | 생방송 TV 가요 20  |      |
| 1998년 | SBS 인기가요 (2기) | SBS 인기가요 (2기) |      |